# Constanța (grad)
Constanța ([konˈstant͡sa]) najveća je rumunjska luka na Crnom moru. Na njegovom mjestu je bio stari grčki grad Tomis i najstariji je grad na području Rumunjske. Jedan je od 4 najveća grada nakon Bukurešta, uz Temišvar, Iași i Cluj Napoca.

## Povijest
Na prostoru današnjeg grada Grci su osnovali svoju koloniju Tomis (ili Tomi). Osnovan je oko 600. g. pr. Kr. zbog trgovine s Getima i Skitima koji su živjeli na tom prostoru. 29. g. pr. Kr. grad su zauzeli Rimljani i uključili ga u donjodunavski limes (Limes Scythicus)-rimsku granicu prema Skitima. Rimskog pjesnika Ovidija car August je protjerao u Tomis, gdje je proveo posljednje godine života i napisao nekoliko poema.
Tijekom bizantske vlasti grad je nazvan Κωνστάντια (Constantia) prema caru Konstantinu, osnivaču glavnog bizantskog grada Konstantinopola. Odatle potječe i današnje ime grada. Kasnije je bio pod bugarskom i vlaškom vlašću, a 1419. su ga osvojili Turci. Turci su osnovali luku Kustendje. 1878. je postao dio novoosnovane rumunjske države. Grad je postao najveća rumunjska luka. Luka je pretrpila značajna oštećenja tijekom 2. svj. rata. Nakon rata grad se obnavlja u socijalističkom stilu (brojne glomazne građevine).

## Zemljopis
Constanța je najveći grad na rumunjskoj obali Crnog mora i glavni grad istoimene županije. Kod gradskog predgrađa Agigea završava kanal Dunav – Crno more koji grad povezuje direktno s Dunavom, te je time Constanța istovremeno i morska i riječna luka i glavni kontakt dunavskog plovnog puta s morem. Kanal je sagrađen s ciljem zaobilaženja delte Dunava izrazito nepogodne za plovidbu.
Oko grada postoje mnoge pješčane plaže, te je Constanța značajan turistički centar (najvažniji rumunjski turistički centar je grad Mamaia u predgrađu). Od Bukurešta do Constanțe se gradi prva rumunjska autocesta.
Klima je umjereno-kontinentalna s laganim maritimnim utjecajima Crnog mora (Crno more je zatvoreno i nema značajan utjecaj na klimu). Količina padalina nije velika jer glavni zapadni vjetrovi pušu s obale prema Crnom moru, a Constanța je daleko od Atlantskog oceana odakle dolazi glavnina padalina u Europu.

## Stanovništvo
Prema popisu 2002. je grad imao 310.471 stanovnika, a šire područje grada ima skoro 500.000 stanovnika. Rumunji čine veliku većinu stanovnika (u prošlosti su živjeli mnogi Grci i Tatari koji su iselili).
| Stanovništvo | 1853.         | 1895.         | 1913.          | 2002.           |
| ------------ | ------------- | ------------- | -------------- | --------------- |
| Rumunji      | 279 (5,4%)    | 2.519 (24,1%) | 15.663 (57,6%) | 286.332 (92,2%) |
| Tatari       | 1.853 (35,6%) | 2.202 (21,1%) | 277 (1%)       | 8.724 (2,8%)    |
| Turci        | 104 (2,0%)    | 2.202 (21,1%) | 2.451 (9%)     | 9.018 (2,9%)    |
| Grci         | 1.542 (29,6%) | 2.460 (23,6%) | 3.170 (11,6%)  | 546 (0,17%)     |
| Bugari       | 342 (6,5%)    | 1.060 (10,1%) | 940 (3,4%)     | 48 (0,01%)      |
| Židovi       | 344 (6,6%)    | 855 (8,2%)    | 1.266 (4,6%)   | 44 (0,01%)      |
| Romi         | 127 (2,4%)    | n/a           | n/a            | 2.962 (0,95%)   |

## Znamenitosti
U gradu postoje znamenitosti iz rimskog razdoblja (najvažniji je rimski mozaik). Postoji i Ovidijev trg s njegovim spomenikom. Značajna je pravoslavna katedrala sv. Petra i Pavla u tradicionalnom rumunjskom stilu gradnje koja je sagrađena na ruševinama Tomisa.

## Gradovi prijatelji
| - Sidon, Sirija - Trapani, Italija - Sulmona, Italija - Perugia, Italija - Havana, Kuba - Yokohama, Japan - Turku, Finska - Solun, Grčka - Iraklio, Grčka - Shanghai, Kina - Santos, Brazil | - Aleksandrija, Egipat - Boulogne-sur-Mer, Francuska - Brest, Francuska - Novorosijsk, Rusija - Mobile, Alabama, SAD - Latakija, Sirija - Istanbul, Turska - Izmir, Turska - Odesa, Ukrajina - Rotterdam, Nizozemska - Dobrič, Bugarska |

## Vanjske poveznice
- Službena stranica grada

### Ostali projekti
|  | Zajednički poslužitelj ima još gradiva o temi Sfântu Gheorghe |